# آئین دادرسی

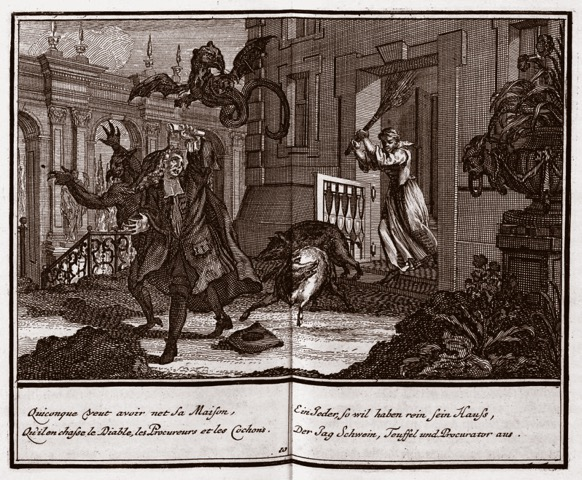
میشائیل هاینریش رنتز: شیطان، خوک و دادستان، تصویرسازی از کتاب Litis abusus، ۱۷۲۶

آئین دادرسی یا حقوق شکلی مجموعه‌ای از مقررات است که به منظور رسیدگی به مرافعات یا شکایات یا درخواست‌های قضایی به کار می‌رود.
به مجموعهٔ اقدامات دادگاه در بررسی یک دعوی به منظور مهیا کردن پرونده برای صدور رأی و حل و فصل دعوی دادرسی یا محاکمه می‌گویند.
این اقدامات معمولاً شامل شنیدن اظهارات و مدافعات، بازبینی برگه‌های دو طرف، رسیدگی به دلایل و مستندات آنان و نیز انجام پژوهش‌های لازم می‌شود. پیش از این دادرسی به دو روش عادی و اختصاری انجام می‌شد. در روش عادی، اساس کار بر تبادل برگه‌ها (لوایح) بود و تنها در صورت نیاز جلسه رسیدگی برگزار می‌شد، ولی در روش اختصاری اساس کار حل و فصل سریع اختلافات در جلسه رسیدگی از طریق بیان دعوی و دفاع از آن بود.